# Wolfelmo de Brauweiler
Wolfelmo de Brauweiler (em latim: Wolphelmus Brunwillerensis; em alemão:  Wolfhelm von Brauweiler; m. 1091) foi um abade beneditino da Abadia de Brauweiler, perto de Colônia, na moderna Alemanha.
Wolfelmo foi atacado por Manegoldo de Lautenbach em seu "Liber Contra Wolfelmum" em bases teológicas e políticas: Wolfelmo era simpático às ideias platônicas e foi acusado de tentar mediar entre Macróbio e a doutrina cristã; além disso, Wolfelmo era aliado do imperador Henrique IV durante a Controvérsia das investiduras. Ao atacar Wolfelmo, Manigoldo negou a doutrina dos antípodas, colocando a doutrina clássica sobre a terra redonda no campo das ideias heréticas.
Escreveu uma carta contra a teologia de Berengário de Tours, publicada por Migne na Patrologia Latina (154), endereçada a Meginardo da Abadia de Gladbach. Um "Vida de Wolfelmo", escrita uma geração depois por Conrado, um monge de Brauweiler, é uma hagiografia. Sabe-se que Wolfelmo ensinou na escola catedrática em Colônia antes de se mudar para a abadia em 1065. Manigoldo relata ter se encontrado com Wolfelmo, mas não se sabe se o encontro de fato ocorreu.
Foi beatificado pela Igreja Católica e sua festa é celebrada em 22 de abril. Sua irmã, Berta, foi uma freira na Abadia de Vilich e escreveu uma "Vida" da abadessa Adelaide (Adelheid).